# Petalanthes diploxantha
Petalanthes diploxantha är en fjärilsart som beskrevs av Edward Meyrick 1914. Petalanthes diploxantha ingår i släktet Petalanthes och familjen praktmalar, Oecophoridae. Inga underarter finns listade i Catalogue of Life.